# Le Gant de velours
 (février 2023).
Si vous disposez d'ouvrages ou d'articles de référence ou si vous connaissez des sites web de qualité traitant du thème abordé ici, merci de compléter l'article en donnant les références utiles à sa vérifiabilité et en les liant à la section « Notes et références ».
Le Gant de velours (The New Breed) est une série télévisée américaine en 36 épisodes de 50 minutes, en noir et blanc, diffusée entre le 3 octobre 1961 et le 5 juin 1962 sur le réseau ABC.
En France, la série a été diffusée à partir du 15 juillet 1967 sur la deuxième chaîne de l'ORTF.

## Distribution
- Leslie Nielsen : Lieutenant Price Adams
- John Beradino (en) : Sergent Vince Cavelli
- Byron Morrow (en) : Capitaine Keith Gregory
- John Clarke (en) : Agent Joe Huddleston
- Greg Roman : Agent Pete Garcia

## Épisodes
1. Aucuns gros policiers (No Fat Cops)
2. Titre français inconnu (Prime Target)
3. Mort d'un fantôme (Death of a Ghost)
4. Titre français inconnu (To None a Deadly Drug)
5. La contrainte d'avouer (The Compulsion to Confess)
6. Jusqu'à ce que la mort nous sépare (Til Death Do Us Part)
7. Le boucher (The Butcher)
8. Titre français inconnu (Wave Goodbye to Grandpa)
9. Titre français inconnu (Sweet Bloom of Death)
10. La Vallée des 3 Charlies (The Valley of the Three Charlies)
11. Tueur de femmes (Lady Killer)
12. Le prix du sang (Blood Money)
13. Je me souviens d'Assassiner (I Remember Murder)
14. Titre français inconnu (The All-American Boy)
15. Traversez la petite ligne (Cross the Little Line)
16. Pour vendre un autre être humain (To Sell a Human Being)
17. Soins a pas de remède (Care is no Cure)
18. Titre français inconnu (Policemen Die Alone - Part 1)
19. Titre français inconnu (Policemen Die Alone - Part 2)
20. Mr. Weltschmerz (Mr. Weltschmerz)
21. Ailes pour un cheval en peluche (Wings for a Plush Horse)
22. Titre français inconnu (How Proud the Guilty)
23. La Torche (The Torch)
24. Tous ces hommes que j'ai tués (All the Dead Faces)  diffusion France ORTF 1  18/04/1967
25. Le Deadlier sexe  (The Deadlier Sex)
26. Titre français inconnu (Edge of Violence)
27. Titre français inconnu (Echoes of Hate)
28. L'homme avec l'autre face (The Man with the Other Face)
29. Des milliers et des milliers de Miles (Thousands and Thousands of Miles)
30. Salut, salut, tous de le Gang ici (Hail, Hail, the Gang's All Here)
31. Le gardien de mon frère (My Brother's Keeper)
32. Un motif Nommé Walter (A Motive Named Walter)
33. Pourquoi es-tu Roméo ? (Wherefore Art Thou, Romeo?)
34. Jugement à San Belito (Judgment at San Belito)
35. Si sombre de la Nuit (So Dark the Night)
36. Titre français inconnu (Walk This Street Lightly)